# 致命遊戲 (網路劇)
《致命遊戲》（英語：The Spirealm）為愛奇藝國內版2024年2月2日播出的中國耽改劇，改編自西子緒在晉江刊載的無限流小說《死亡萬花筒》。由夏之光（阮瀾燭）與黃俊捷（凌久時）領銜主演，導演為彭發與路錦程，諸場景主要於四川大英縣拍攝。該劇雖審核通過，卻於上架不到兩小時便被下架。然而其透過網盤（雲端硬碟）傳播，也收穫了不少粉絲，創造了所謂「盤盤相傳」的網路現象。

## 劇情簡介
VR遊戲程式設計師凌久時，工作不順決定辭職，在遊戲店玩了一款叫作《靈境》的測試版遊戲讓他藉此忘憂。後來，他意外從國外收到了整款遊戲的光碟，加上一場突如其來的車禍，他來到了一個有著12扇鐵門的走廊，或者說「門的世界」。
《靈境》共有十二扇門，每扇門背後都是一個不同時代、背景、故事設定的世界，惟有通過共十二扇門，才能擺脫門的世界。然而，每扇門難度不同，且門內只要觸犯禁忌條件，就會死，相對應的，現實生活中的自己也會死亡。只有找到出去的門和鑰匙，才能回歸現實世界。
凌久時剛進第一扇門，便遇到一名冷酷神秘的俊美男子，他正是過門組織黑曜石的老大阮瀾燭。雖然阮瀾燭看似漠不關心，實則暗暗考核凌久時的性格與能耐。出門之後，阮瀾燭決心找凌久時長期合作，兩人如同天造地設的搭檔，從此之後共同過了許多門，在此同時，凌久時悲傷的往事也一一浮現。兩人命運般的邂逅，也將迎來不同尋常的結局。

## 播出地區與時間
| 地區   | OTT平台           | 電視台         | 上線時間   | 附註             | 來源        |
| ------ | ----------------- | -------------- | ---------- | ---------------- | ----------- |
| 中國   | 愛奇藝            |                | 2024-02-02 | 當天下架         |             |
| 泰國   | Viu Thailand      |                | 2024-04-09 | 增加泰語配音     | [ 5 ]       |
| 印尼   | Viu Indonesia     |                | 2024-04-09 | 增加印尼語字幕   |             |
| 泛全球 | Viki              |                | 2024-04-15 |                  | [ 6 ]       |
| 菲律賓 | Viu Philippines   |                | 2024-09-05 | 增加他加祿語配音 | [ 7 ]       |
| 日本   | WOWOWオンデマンド |                | 2024-10-18 |                  | [ 8 ] [ 9 ] |
| 日本   |                   | WOWOW プライム | 2024-10-31 |                  | [ 10 ]      |

## 軼事
- 拍攝時，劇名為《靈境》，主要角色使用小說原名林秋石、阮南燭。[11][12]
- 《靈境》的命名起源於科學家錢學森對於虛擬現實（VR）的命名，其1998年6月18日的信件將虛擬現實定義為：「用科學技術手段向接受的人輸送視覺的、聽覺的、觸覺的，以至嗅覺的信息，使接收者感到如親身臨境。」然而他認為這個「境是虛的，不是實的」，遂用傳統文化中的「靈境」一詞表達。[13]